# Osikovska Lakavitsa
Osikovska Lakavitsa (bulgariska: Осиковска Лакавица) är ett distrikt i Bulgarien.   Det ligger i kommunen obsjtina Pravets och regionen Sofijska oblast, i den centrala delen av landet, 60 km öster om huvudstaden Sofia.
I omgivningarna runt Osikovska Lakavitsa växer i huvudsak lövfällande lövskog. Runt Osikovska Lakavitsa är det ganska glesbefolkat, med 36 invånare per kvadratkilometer.